# Austria Romana

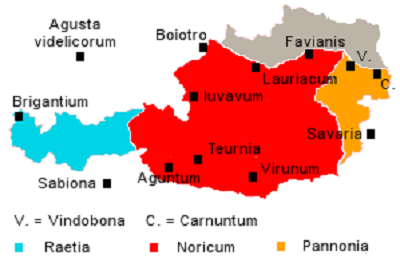
Römische Provinzen und Orte auf dem Gebiet des heutigen Österreichs

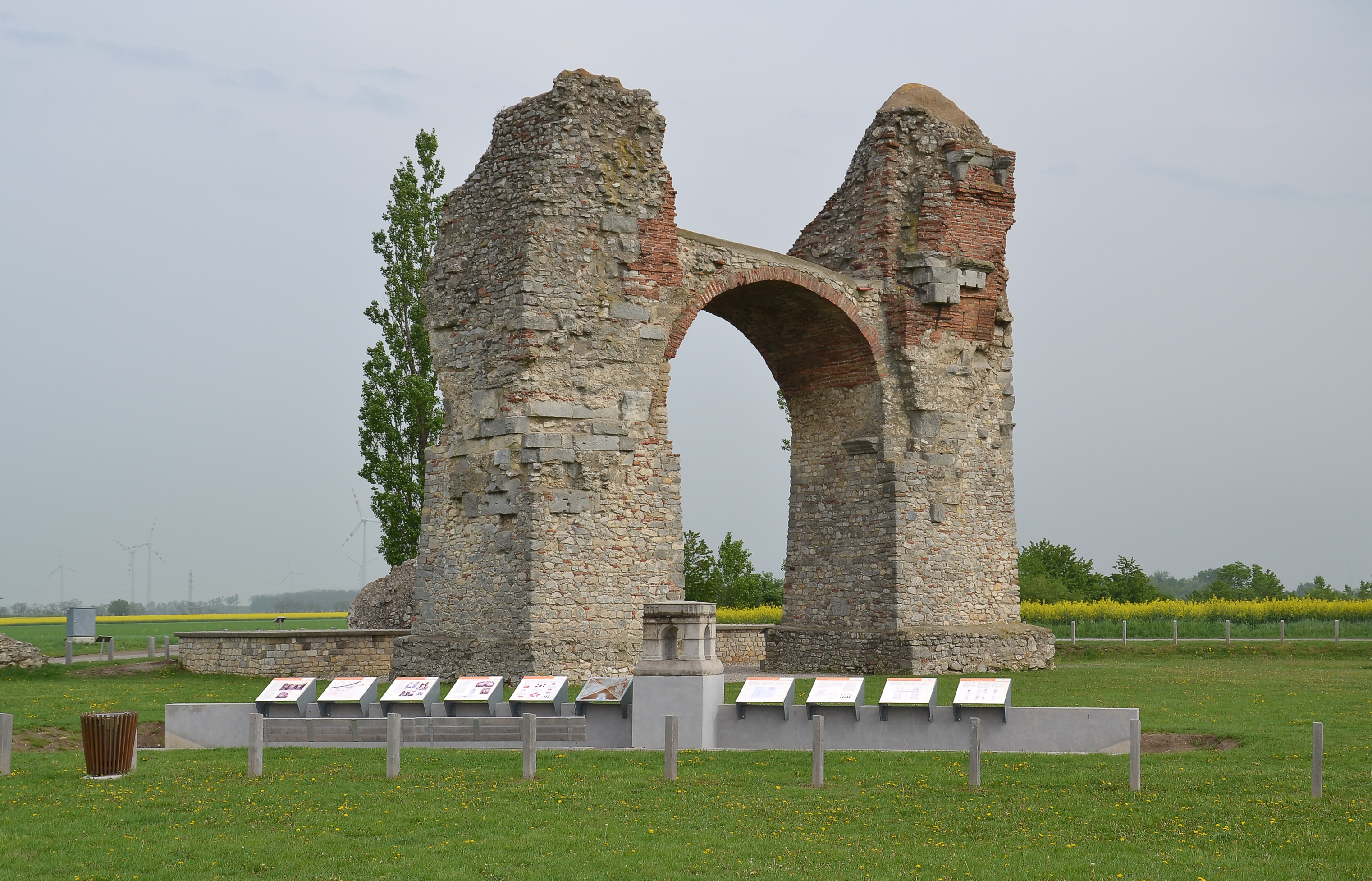
Heidentor bei Petronell-Carnuntum

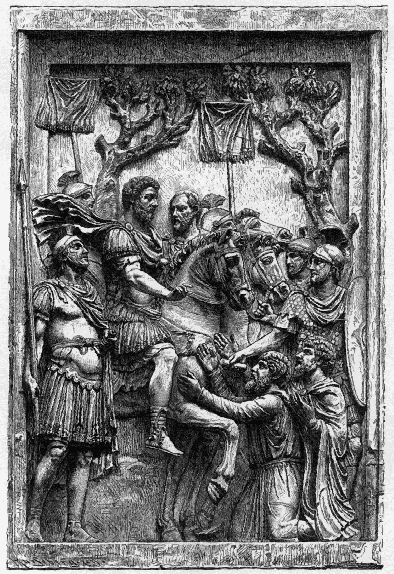
Mark Aurel, Markomannenhäuptlinge begnadigend – Relief eines Ehrenbogens für Marc Aurel

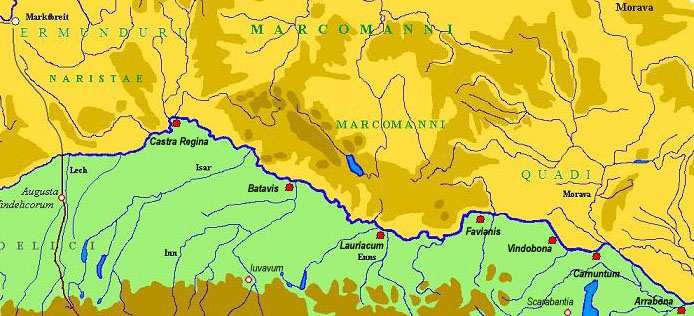
Legionslager an der Donau im 1. Jahrhundert n. Chr.

Austria Romana (Römisches Österreich) bezeichnet das historische und kulturelle Erbe des heutigen Österreich aus der römischen Epoche. Die Austria Romana ist das Arbeitsgebiet der provinzialrömischen Archäologie in Österreich. Der Begriff wurde im 19. Jahrhundert geprägt und aus der im Mittelalter latinisierten Form Austria für Österreich und dem lateinischen Eigenschaftswort romanus (römisch) zusammengesetzt.
Das gesamte Territorium des heutigen Österreich stand unter dem direkten oder indirekten politischen Einfluss Roms. Alle Gebiete diesseits (südlich) der Donau waren ab dem ausgehenden 1. Jahrhundert v. Chr. Teil des Römischen Reichs und gehörten zu den Provinzen Raetia, Noricum und Pannonien. Hingegen lagen das Mühl-, Wald- und Weinviertel nördlich der Donau im so genannten Barbaricum, standen also nicht direkt unter römischer Verwaltung. Immer wieder überschritten römische Truppen den Donaulimes, um Einfälle oder Bedrohungen aus diesem Gebiet zu bekämpfen. Meist aber pflegten die über dem Fluss ansässigen germanischen Stämme rege friedliche Beziehungen zum Römischen Reich.
Man gliedert die etwa 600 Jahre der römischen politischen und kulturellen Herrschaft in mehrere Phasen:
- von Augustus (ca. 15 v. Chr.) bis zu den Markomannenkriegen (166–180 n. Chr.)
- von den Markomannenkriegen bis Diocletianus (284–305 n. Chr.)
- von Diokletian bis um 400 n. Chr. (Zusammenbruch der Grenzverteidigung im Wiener Becken)
- von ca. 400 n. Chr. bis zum Abzug der romanischen Bevölkerung aus Noricum ripense im Jahr 488 n. Chr.
- von 488 n. Chr. bis zum Ende des 6. Jahrhunderts n. Chr. (Völkerwanderung)

## Vorrömische Zeit
Bereits seit ca. 400 v. Chr. siedelten die Kelten im Bereich der Ostalpenländer. Als mehrere Volksstämme versuchten, sich in der Nähe des heutigen Friaul niederzulassen, errichteten die Römer 181 v. Chr. Aquileia (heute nahe Grado in Italien) als militärisches Bollwerk, Handelsmetropole und vor allem als Ausgangspunkt der Bernsteinstraße. Im frühen 2. Jahrhundert v. Chr. begann das Volk der Noriker (Norici) mit Zentrum in Kärnten, eine führende Rolle unter den Keltenstämmen einzunehmen. Die norische Siedlung auf dem Magdalensberg hieß möglicherweise bereits Virunum, ebenso wie die spätere römische Stadt auf dem Zollfeld bei Klagenfurt. Rom unterhielt rege Kontakte zum Norischen Königreich (Regnum Noricum). Dabei ging es um das Gold aus den Tauern, um die für schwere Arbeiten einsetzbaren Norikerpferde sowie um das Salz aus den Alpen und um das hochwertige norische Eisen. 113 v. Chr. wurde der römische Konsul Gnaeus Papirius Carbo gegen die germanischen Kimbern, Teutonen und Ambronen zu Hilfe gerufen. Die Schlacht bei Noreia endete mit einer Niederlage der Römer, die Germanen zogen jedoch nicht nach Italien, sondern gegen Westen weiter.

## Alpenfeldzüge
Erst durch die Alpenfeldzüge der Jahre 16 v. Chr. und 15 v. Chr. kam es zur Angliederung der Gebiete im heutigen Österreich an das Römische Reich. Publius Silius Nerva erreichte im Jahr 16 v. Chr. eine weitgehende politische Verbindung des Königreichs Noricum mit dem Römischen Reich und schuf damit die Voraussetzung für seinen Feldzug gegen die zwischen dem damaligen Italien und Noricum liegenden Gebiete der Trumpilini und Camunni sowie deren Verbündeten. Im folgenden Jahr konnte das Gebiet der rätischen Alpenstämme westlich von Noricum durch die Stiefsöhne des Augustus, Tiberius und Drusus, erobert werden.
Auf dem Tropaeum Alpium des Augustus werden daher die keltischen Stämme aus dem Königreich Noricum nicht unter den besiegten Völkern (gentes alpinae devictae) aufgezählt. Eine Ausnahme bilden die Ambisonten, die an der oberen Salzach, mit einem keltischen Namen Isonta genannt, ansässig gewesen sein sollen. Sie wären also, falls ihr Siedlungsgebiet tatsächlich in Noricum lag, der einzige Stamm gewesen, der sich der Besetzung des Königreichs widersetzte.
Es finden sich die Namen folgender Volksstämme aus den Zentralalpen, auf deren Gebiet später die Provinz Raetia gegründet wurde, auf dem Siegesdenkmal des Augustus: 
- Vennoneten (am Hinterrhein beheimatet)
- Venostes (aus dem  Vinschgau, südlich des Reschenpasses)
- Isarken (am Eisack)
- Breonen (im Inn- und Wipptal)[2]
- Genaunen (in Tirol)
- Fokunaten[3][2]
- vier Vindeliker-Stämme (im bayerischen Alpenvorland und in den Nordalpen): Cosuaneten, Rucinaten, Likaten und Catenaten[4]
- Ambisonten (im Pinzgau im oberen Salzachtal)[2]
- Rugusker
- Suaneten (am Alpenrhein)

## Provinz- und Stadterhebungen
Die eroberten Gebiete in den Zentralalpen reichten gegen Norden ursprünglich nur bis zur Donau und bestanden anfangs aus den Teilgebieten Raetia, Vindelicia und Vallis Poenina (Wallis). Unter Kaiser Claudius wurde das Wallis als Alpes Poenina zur eigenständigen Provinz, ebenso wurde Raetia et Vindelicia zur Provinz erhoben und später nur noch Raetia genannt. Noricum wurde ebenfalls erst unter der Regentschaft des Kaisers Claudius römische Provinz. Dazu gewährte der Kaiser den Siedlungen Aguntum (Dölsach bei Lienz in Osttirol), Teurnia (St. Peter im Holz in Lendorf bei Spittal an der Drau), Virunum (im Zollfeld bei Klagenfurt), Iuvavum (Salzburg) und Celeia (Celje in Slowenien) das Stadtrecht als Municipium. In Raetien wurde Brigantium (Bregenz) eine römische Stadt.
Der erste Statthalter (Procurator) in Noricum war Gaius Baebius Atticus. Die civitas Saevatum et Laiancorum, eine Bürgerschaft, aus der später wahrscheinlich die Stadt Aguntum hervorgegangen ist, hat dem neuen Statthalter in seinem Geburtsort Iulium Carnicum (Zuglio in Friaul), eine Inschrift gewidmet. Seine Residenz war das zuvor nach römischem Muster im Zollfeld bei Klagenfurt angelegte Virunum. Ein weiterer Procurator, der durch Inschriften und eine Büste bekannt ist, war Claudius Paternus Clementianus, der 120 n. Chr. die Statthalterschaft in Noricum antrat.

## Von Marc Aurel bis Diokletian
Nach den Feldzügen des Kaisers Marc Aurel im Donauraum wurde auch in Noricum eine Legion stationiert. Damit änderte sich der Verwaltungsstatus der bisherigen provincia inermis (Provinz ohne Legionsbesatzung). Der Procurator wurde durch einen Legatus Augusti pro praetore ersetzt, der den senatorischen Cursus honorum bis zum Prätor durchlaufen haben musste. Der Legionsort in Noricum war Lauriacum und somit hatte auch der Statthalter hier seinen Sitz. Vom Umfang her könnte das officium, die dem Statthalter zur Verfügung stehende Beamtenschaft, eine Anzahl von 100 officialis umfasst haben, wie sie auch für den Procurator von Raetien überliefert ist. Es könnten einige der Ämter im nahegelegenen Ovilava (Wels) ihren Sitz gefunden haben.
Auch nach dem plötzlichen Tod des Kaisers Marc Aurel, der im Jahre 180 n. Chr. im pannonischen Legionslager Vindobona (Wien) oder in dessen Nähe verstorben war, verblieb der Schwerpunkt der römischen Politik im Donauraum. Sein Sohn Commodus verfolgte den Plan, Gebiete nördlich der Donau ins Römische Reich einzugliedern, nicht weiter. Die von Marc Aurel errichteten Stützpunkte an der March und im Weinviertel wurden aufgegeben. Nachdem Commodus und seine Nachfolger ermordet worden waren, setzte sich der Statthalter von Pannonia superior, Septimius Severus, durch. Er wurde in Carnuntum im Zweiten Vierkaiserjahr 193 n. Chr. von seinen Truppen zum Kaiser ausgerufen und begründete die Dynastie der Severer.
Durch die Plünderungen der Markomannen und die innerstaatliche Unruhe, die durch den ständigen Wechsel an der Spitze des Reiches ausgelöst wurde, fand die durch die Pax Romana garantierte Zeit des steigenden Wohlstandes in den Provinzen ein Ende. Die Auseinandersetzungen der Kaiser und Gegenkaiser und die damit verbundenen Truppenaushebungen verschlangen hohe Summen. Septimius Severus verstaatlichte die Latifundien in Spanien, große landwirtschaftliche Betriebe, die Wein, Getreide und Olivenöl produzierten. Der Gewinn für den Kaiser war aber wahrscheinlich nur kurzfristig, denn die traditionelle Wirtschafts- und Handelsstruktur scheint dadurch bald zusammengebrochen zu sein. Die Auswirkungen betrafen auch weit entfernte Provinzen des Römischen Reichs. In Brigantium (Bregenz) wurden zahlreiche Amphoren für Oliven und Olivenöl aus Spanien gefunden, die durch ihre Aufschriften sogar bestimmten Latifundien zugeordnet werden konnten. Solche Funde konnten aber nur für die Zeit bis zur Regierung des Septimius Severus nachgewiesen werden, später nicht mehr. Im Jahr 196 n. Chr. führte dieser wirtschaftliche Abschwung zu einem Aufstand in Noricum.